# Juan de Dios Hernández
Juan de Dios Hernández (n. 4 de enero de 1986, en Ciudad de México, México) es un futbolista mexicano que juega de mediocampista, Actualmente juega con el Club Atlético Zacatepec del Ascenso MX.

## Trayectoria
Hizo su debut con Cruz Azul el 13 de agosto de 2005 frente a Tecos, en los que Cruz Azul pasó a ganar 5-1, después ha pasado por varios equipos como Lobos, Puebla, Necaxa, Veracruz, Atlante y Jaguares. Desde 2012 está con Dorados, en 2013, después de la venta de Dorados a los Hank-Rhon, se convierte en filial de Tijuana, y adquiere el carné para jugar con ellos, jugando su primer partido con Tijuana en la ConcaChampions en la victoria 6-0 ante Victoria. a partir del 2014 forma definitivamente parte de Tijuana. En agosto de 2016 decide dar el paso al fútbol costarricense con Liga Deportiva Alajuelense.

## Clubes
| Club                       | País       | Año             |
| -------------------------- | ---------- | --------------- |
| Cruz Azul                  | México     | 2005            |
| Atlante FC                 | México     | 2005 - 2007     |
| Puebla FC                  | México     | 2008            |
| Club Necaxa                | México     | 2009 - 2010     |
| Tiburones Rojos            | México     | 2011            |
| Club Tijuana               | México     | 2012- 2015      |
| Club Atlas de Guadalajara  | México     | 2015- 2016      |
| Liga Deportiva Alajuelense | Costa Rica | 2016 - 2017     |
| CF Atlante                 | México     | 2018 - Presente |

- Datos: Q6301248